# گراهام کلارک (بازیکن فوتبال)
گراهام کلارک (انگلیسی: Graham Clarke; ۱۱ اوت ۱۹۳۵ – ۲۷ آوریل ۲۰۱۰) بازیکن فوتبال اهل بریتانیا بود.
از باشگاه‌هایی که در آن بازی کرده‌است می‌توان به باشگاه فوتبال هینور تاون، باشگاه فوتبال توتون، باشگاه فوتبال ساوت‌همپتون، و باشگاه فوتبال اشفورد یونایتد اشاره کرد.
وی همچنین در تیم ملی فوتبال تیم ملی فوتبال زیر ۱۶ سال انگلستان بازی کرده‌است.